# Sérapion de Novgorod
Sérapion (en russe : Серапион ; mort le 16 mars 1516) fut archevêque de Novgorod de 1506 à 1509. C'est un saint de l'Église orthodoxe russe. Le jour de sa célébration est le 16 mars selon le calendrier julien.
Sérapion est originaire du village de Pekhorka (aujourd'hui Pekhra-Pokrovskoye, dans la ville de Balachikha, dans l'oblast de Moscou). Il a prononcé ses vœux monastiques au monastère de la Dormition de Dubensk, où il est devenu higoumène.
Il fut par la suite higoumène du monastère de Stromyn Dormition, et higoumène du monastère de la Trinité (aujourd'hui Troitse-Sergiyeva Lavra ) en 1493.
Avec le consentement du grand prince Vassili III de Moscou, il fut sacré archevêque de Novgorod le 15 janvier 1506. Il ne servit qu'un peu plus de trois ans.
En juillet 1509, le synode examina le conflit qui l'opposait à Joseph Volotsky, higoumène du monastère de Volokolamsk. Ce dernier était sous la juridiction épiscopale de Sérapion mais avait directement fait appel à Simon, métropolite de Moscou. Cet acte était jugé non canonique par Sérapion. Sérapion écrivit sa lettre de plainte dans laquelle il affirma que Joseph avait abandonné le ciel, ce qui signifie qu'il avait abandonné son évêque légitime, et qu'il était descendu sur terre. Le grand prince Vassilli  prit cela comme une insulte personnelle : Sérapion affirmait que le prince local était divinement mandaté et que le grand prince Vasilii III était banal. Sérapion a été reconnu coupable, démis de ses fonctions et confiné au monastère d'Andronikov,.
En 1511, il est libéré et passe le reste de sa vie au monastère de la Trinité. Il mourut le 16 mars 1516. Il a vraisemblablement fait la paix avec Volotsky et d'autres, mais il existe des preuves qu'il est resté amer de son expulsion jusqu'à la fin de sa vie. Après sa mort, le siège de Novgorod est resté vacant pendant 17 ans.